# Augenblickswert
Unter Augenblickswert oder Momentanwert wird in der Messtechnik, Mechanik und Elektrotechnik der Wert einer zeitabhängigen Größe zu einem gegebenen Zeitpunkt verstanden.
Zeitabhängige Größen können periodisch, transient oder regellos sein. Sie stehen im Gegenüber zu Mittelwerten (Gleichwert, Gleichrichtwert, Effektivwert usw.), die in einem stationären Vorgang Konstanten sind.
Das Formelzeichen für eine zeitabhängige Größe enthält bereits die Zeitabhängigkeit und stellt
deshalb den Augenblickswert dar. Wenn Groß- und Kleinbuchstaben verwendet werden, kennzeichnet der Kleinbuchstabe den Augenblickswert, der Großbuchstabe einen Mittelwert. Wenn es zweckmäßig ist, ausdrücklich zu betonen, dass es sich um den Augenblickswert handelt, kann das Formelzeichen der Zeit, also der Buchstabe {\displaystyle t}, in Klammern hinzugefügt werden. Dasselbe gilt, wenn ein Wechsel in der Groß/Kleinschreibung zu einem Bedeutungswechsel des Formelzeichens führt. Beispielsweise kennzeichnet
| {\displaystyle u}                      | den Augenblickswert einer zeitabhängigen elektrischen Spannung                              |
| {\displaystyle U,\ U_{\mathrm {rms} }} | deren Effektivwert                                                                          |
| {\displaystyle u(t)}                   | den Augenblickswert der Spannung, wenn ausdrücklich die Zeitabhängigkeit betont werden soll |
| {\displaystyle \Phi (t)}               | den Augenblickswert des zeitabhängigen magnetischen Flusses                                 |

Die messtechnische Erfassung von Augenblickswerten erfordert eine Momentanwertabtastung und einen Datenspeicher. Am anschaulichsten wird das bei periodischen Vorgängen mit einem Oszilloskop realisiert. In der Ausführung als digitales Speicheroszilloskop werden auch einmalige Vorgänge dargestellt. Die unmittelbare Beobachtung von Augenblickswerten mit einem anzeigenden Messgerät ist nur bei langsamen Vorgängen möglich. Bei einem periodischen Vorgang können erst bei einer Frequenz in der Größenordnung unter 0,1 Hz die Anzeige dem Augenblickswert der Messgröße folgen und der Messwert bewusst gelesen und bewertet werden.
Vielfach werden Augenblickswerte zwar erfasst, dann aber ohne Zwischenspeicherung unmittelbar weiterverarbeitet. Beispielsweise werden Augenblickswerte der Spannung und der Stromstärke analog- oder digitaltechnisch multipliziert, und über das Produkt wird im Wirkleistungsmessgerät gemittelt, oder das Produkt wird im Energiezähler über die Zeit integriert.